# فرانسیسکو رابال
فرانسیسکو رابال (اسپانیایی: Francisco Rabal‎؛ ‏ ۸ مارس ۱۹۲۶ – ۲۹ اوت ۲۰۰۱) بازیگر، فیلم‌نامه‌نویس و کارگردان اهل اسپانیا بود. وی بین سال‌های ۱۹۴۶ تا ۲۰۰۱ میلادی فعالیت می‌کرد.
از فیلم‌هایی که وی در آن نقش داشته‌است، می‌توان به مشاور، هفتاد ضربدر هفت، ماریا مورنا، زیبای روز، صحرای تاتارها، ویریدیانا، کسوف، ساحره‌ها، انجام شدنیه رفیق، صلیبیون توانا، تصویر دیگر، گویا، روایتی از تنهایی، چشم گربه، صحبت از فرشتگان، زمان سرنوشت و داجون اشاره کرد.